# NGC 252
NGC 252 est une galaxie lenticulaire située dans la constellation d'Andromède. NGC 252 a été découverte par l'astronome germano-britannique William Herschel en 1786.

## Caractéristiques
Sa vitesse par rapport au fond diffus cosmologique est de 4 619 ± 26 km/s, ce qui correspond à une distance de Hubble de 68,1 ± 4,8 Mpc (∼222 millions d'al).
À ce jour, six mesures non basées sur le décalage vers le rouge (redshift) donnent une distance de 75,283 ± 9,677 Mpc (∼246 millions d'al), ce qui est à l'intérieur des valeurs de la distance de Hubble.
NGC 252 présente une large raie HI.

## Supernova
La supernova SN 1998de a été découverte dans NGC 252 le 23 juillet 1998 par M. Modjaz, E. Halderson, T. Shefler, J. Y. King, W. D. Li, R. R. Treffers et A. V. Filippenko dans le cadre du programme conjoint LOSS/KAIT (Lick Observatory Supernova Search de l'observatoire Lick et The Katzman Automatic Imaging Telescope de l'université de Californie à Berkeley. Cette supernova était de type Ia-pec.

## Groupe de NGC 315
Selon Abraham Mahtessian, la galaxie NGC 252 fait partie du groupe de NGC 315. Ce groupe comprend plus d'une quarantaine de galaxies. Les principales galaxies de ce groupe sont NGC 226, NGC 243, NGC 262, NGC 266, NGC 311, NGC 315, NGC 338, IC 43, IC 66 et IC 69.